# Gilles Fortin
Gilles Fortin, né le 31 octobre 1947 à Montréal, est l'auteur du Guide des rivières sportives au Québec (Édition Marcel Broquet, 1980)

## Biographie
Après cinq ans d'expédition en canot-camping, Gilles Fortin se tourne en 1970 vers la descente de rivières en kayak.  Il explore de nombreuses rivières sportives du Québec et participe à la première de 27 des descentes incluses dans son guide.
À partir de 1972, il participe à la promotion de l'eau vive au Conseil d'administration de la Fédération québécoise du canot et du kayak, dont il sera le président en 1979. Parallèlement, il s'intéresse à la compétition en eau vive, et durant de nombreuses années il est l'un des meilleurs québécois en kayak de slalom (4e au Canada en 1974).
En 1978, il remporte, avec Monique Bourdon, le championnat canadien en canoë biplace mixte (slalom et descente).
L'aboutissement de son guide provient de la synthèse de ses expériences professionnelles en tant qu'architecte, informaticien, pédagogue (Université de Montréal, Université Laval).

## Réalisation

### Publications
- Guide des rivières sportives au Québec, Montréal, Éditions Marcel Broquet, 1980  (ISBN 2-89000-028-1)
- L'école de pagaie, Montréal, Fédération québécoise de Canoë-Kayak, 1975. Dépôt légal-Bibliothèque nationale du Québec.

### Conception de kayaks
- Natseq (2004) Kayak de lac et d'expédition
- Natseq (1976) Kayak d'expédition
- Ultra Coyote (1978) Kayak de slalom
- Super Coyote (1975) Kayak de slalom
- Coyote (1973) Kayak de slalom